# Playa de Llas
La Playa de Llás  (enlace roto disponible en Internet Archive; véase el historial, la primera versión y la última). se encuentra en el municipio de Foz, en la provincia de Lugo (Galicia), en aguas del Mar Cantábrico.
La playa mide 750 metros de longitud, y tiene una anchura media de 30 metros. Situada al noroeste del núcleo urbano de Foz, es una playa de tipo semiurbana, aunque muy poco urbanizada, con bandera azul y que cuenta con una zona dunar sobre la que discurre la carretera que la bordea. Se trata de una playa ventosa y con oleaje moderado, por lo que es apta para la práctica de deportes náuticos, aunque no cuenta con servicios de alquiler de ningún tipo.
En verano cuenta con servicio de socorrismo, puesto de [Cruz Roja] y kioscos, entre otros.

## Historia
Antes de que se popularizase el turismo en la zona, a comienzos de la década de 1970, las dunas de la playa de Llás, conocidas localmente como "Os Ceás", fueron empleadas por los vecinos como cementerio para los animales de granja (cerdos, caballos, vacas, ...) que morían en circunstancias extrañas. La falta de control veterinario hacía necesario que los restos fueran enterrados lejos de las casas para evitar contagios entre animales, y la facilidad para cavar en la arena hacía el lugar ideal, ya que el arenal no tenía ningún tipo de aprovechamiento.
Fue tal su popularidad como camposanto que las dunas estaban divididas para su uso por distintas parroquias próximas.
Cuando comenzaron a llegar turistas el cementerio fue trasladado a la escombrera de una antigua fábrica de cerámica, hoy desaparecida.
En la actualidad aparecen restos de osamenta con relativa frecuencia.